# 139P/Väisälä-Oterma
139P/Väisälä-Oterma, komet Jupiterove obitelji. 